# ديوان المحاسبة الأردني
ديوان المحاسبة الأردني وكالة حكومية مستقلة ومؤسسة تدقيق مسؤولة عن تدقيق الوزارات، المؤسسات العامة، الإدارات العامة، البلديات، التعاونيات، النقابات العمالية والشركات حيث تمتلك الحكومة الأردنية أكثر من 50٪ من أسهمها، ولأي كيان تابع لمجلس الوزراء أن يفوض إلى الديوان مهمة تدقيق حساباته.

## التاريخ
تأسس ديوان المحاسبة الأردني منذ عام 1952، بموجب قانون ديوان المحاسبة لعام 1952، الذي صدر وفقاً للدستور الأردني لتدقيق إيرادات ونفقات الدولة وطرق الإنفاق.
إن وظيفة التدقيق العام في الأردن لها تاريخ أطول بكثير وقد مرت بمراحل وتعديلات مختلفة توافقت بشكل وثيق مع تقدم الظروف السياسية والاقتصادية والتشريعية في الأردن.

### قسم تدقيق الحسابات
بدأت وظيفة المراجعة في يناير 1928، حيث تم إنشاء فرع المراجعة باسم «قسم مراجعة الحسابات» في إمارة شرق الأردن، حيث تم تكليفه بمراجعة الحسابات المالية للإمارة. في أواخر عام 1930، تمت إعادة تسمية القسم باسم «قسم تدقيق الحسابات» بموجب القرار الوزاري المنشور في الجريدة الرسمية رقم 279، 9 أغسطس 1930.

### قسم التدقيق والتحقيق من الحسابات
تأسست دائرة التدقيق والتحقق من الحسابات في عام 1931 عندما صدر قانون التدقيق والتحقق من الحسابات الذي تم بموجبه إلحاق الدائرة برئاسة الوزراء، وفي عام 1939 تم فصله عن رئاسة الوزراء وأصبح تابعا بالوزارة المالية. تم ربطه ذهابًا وإيابًا بين رئاسة الوزراء ووزارة المالية حتى عام 1952، وهو العام الذي تم فيه تأسيس ديوان المحاسبة الأردني.

### ديوان المحاسبة
هذه هي المرحلة التي تم فيها إنشاء ديوان المحاسبة كهيئة دستورية عام 1952 طبقاً للدستور الأردني الصادر بتاريخ 8/2/1952. وتنص المادة 119 على أن «الديوان تأسس لرصد إيرادات الدولة ونفقاتها وطرق إنفاقها». صدرت خمسة تعديلات على هذا القانون على مدى الخمسين سنة الماضية لمواكبة التطورات السياسية والاقتصادية والاجتماعية.

## المهام
- تقديم تقرير تدقيق للحسابات سنويا إلى مجلس النواب يتضمن: أي مخالفات أو أوجه قصور أو ضعف في أداء الكيانات الخاضعة للرقابة، إلى جانب توصياتها لمعالجة هذه المخالفات، في بداية الدورة العادية للبرلمان، وفي أي وقت قد يطلب مجلس النواب من ديوان المحاسبة تقديم أي تقرير مراجعة للحسابات.
- تدقيق الإيرادات والنفقات الحكومية والودائع والسلف والقروض والتسويات وحسابات المستودعات.
- تقديم المشورة في مجالات المراجعة والمحاسبة للجهات الخاضعة لمراجعة ديوان المحاسبة.
- تدقيق المال العام للتأكد من أن الإنفاق تم بطريقة سليمة وقانونية وفعالة.
- التأكد من التزام الجهات العامة بالتشريعات البيئية التطبيقية.
- التأكد من أن القرارات والإجراءات الإدارية التي تتخذها الجهات العامة يتم اتخاذها بموجب التشريعات المعمول بها.[1]

## الوصايات
- تدقيق الحسابات والنقد والطوابع والتحقق من المستندات المالية والقسائم والمستلزمات من أي جهة عامة في أي وقت.
- تدقيق أي معاملات مالية غير مذكورة أعلاه لأنها قد تراها ضرورية. يحق لها الوصول في أي كيان عام إلى جميع المعاملات المالية والمالية في أي مرحلة من مراحل تدقيقها، سواء كانت هذه المعاملات تتعلق بالإيرادات أو النفقات. ويجب أن تستدعي أو تستجوب بشكل مباشر مسؤولي المحاسبة المسؤولين عن هذه الحسابات.
- إجراء أي فحوصات حيث قد يكون من الضروري التأكد من الحفاظ على الحسابات بشكل صحيح، وأن الإجراءات المتخذة ضد المخالفات والأفعال الاحتيالية كافية وفعالة. وقد يلاحظ وجود أي فجوة تظهر له في التشريع المالي والإداري سواء كانت متعلقة بالشؤون المالية أو الإدارية. وعليها التحقق مما إذا كانت القوانين واللوائح والتعليمات المتعلقة بالتمويل والحسابات تطبق بالكامل، وتضع في الاعتبار أي حالات عدم امتثال.
- الاطلاع على جميع التقارير والمعلومات التي يقدمها المفتشون الماليون سواء كانوا مفتشين ماليين أو إداريين في الأمور المتعلقة بالشؤون المالية أو الإدارية، وكذلك التقارير المتعلقة بالتحقيقات في المخالفات المالية أو الإدارية.

## الجهات الخاضعة للرقابة
تشمل رقابة ديوان المحاسبة على :
- الوزارات والدوائر الحكومية والمؤسسات الرسمية العامة والمؤسسات العامة .
- المجالس البلدية ومجالس الخدمات المشتركة .
- أي جهة يقرر مجلس الوزراء تكليف ديوان المحاسبة بتدقيق حساباتها إذا كانت اموال هذه الجهة تاخذ حكم الاموال العامة أو ان جبايتها تمت بموجب احكام القانون .
- الشركات التي تملك الحكومة ما نسبته (50%) فاكثر من اسهمها.

### الوزارات الحكومية
- رئيس الحكومة
- وزارات الأردن

### الهيئات الحكومية
- ديوان المحاسبة
- البنك المركزي الأردني
- لجنة تنظيم الطيران المدني
- إدارة الأحوال المدنية والجوازات
- دائرة الجمارك الأردنية
- قسم الإحصاء
- الهيئة التنفيذية للتخاصية
- مؤسسة المناطق الحرة
- دائرة المخابرات العامة
- إدارة العطاءات الحكومية
- المجلس الأعلى للعلوم والتكنولوجيا
- هيئة التأمين
- المعهد الأردني للإدارة العامة
- هيئة الأوراق المالية الأردنية
- أمانة عمان الكبرى
- المركز القومي لبحوث الطاقة
- المركز الوطني لتكنولوجيا المعلومات
- قسم المكتبة الوطنية
- سلطة المصادر الطبيعية
- مديرية الأمن العام
- لجنة تنظيم النقل البري
- المركز الجغرافي الملكي الأردني
- لجنة تنظيم الاتصالات
- المؤسسة العامة لحماية البيئة
- الجمعية الوطنية
- المجلس الاعلامي الأعلى

### المؤسسات
- الجامعة الأردنية
- الجامعة الهاشمية
- جامعة آل البيت
- جامعة البلقاء التطبيقية
- جامعة اليرموك

## التعاون والانتماءات الدولية
- عضو المنظمة الدولية للأجهزة العليا للرقابة المالية والمحاسبة [3]
- عضو المنظمة الآسيوية للأجهزة العليا للرقابة المالية والمحاسبة [4]
- عضو المنظمة العربية للأجهزة العليا للرقابة المالية والمحاسبة [5]